# Peter Spranger
Peter Paul Spranger (* 28. Juli 1926 in Schwäbisch Gmünd; † 27. März 2013 ebenda; auch Peter P. Spranger) war ein deutscher Gymnasiallehrer und Historiker.

## Leben und Wirken

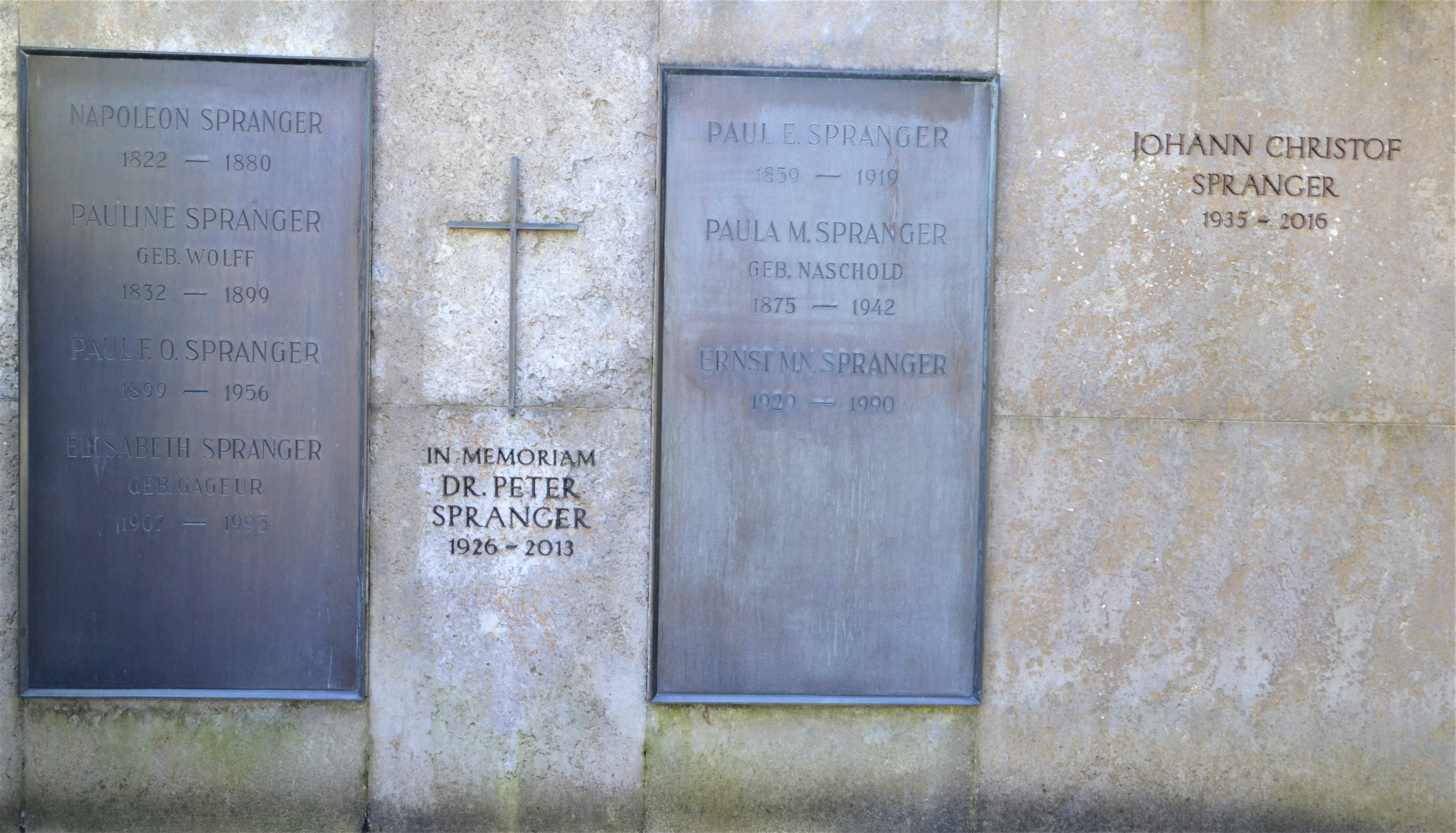
Familiengrab Spranger auf dem Leonhardsfriedhof (2020)

Peter P. Spranger wurde als Sohn des Goldwarenfabrikanten Paul Spranger und dessen Ehefrau Elisabeth geboren. Die Grundschulzeit verbrachte er von 1933 bis 1937 in Schwäbisch Gmünd. Er besuchte anschließend die Hindenburg-Oberschule. 1943 wurde Spranger zunächst zum Reichsarbeitsdienst und danach zur Wehrmacht eingezogen, wo er an der Westfront eingesetzt wurde.
Nach Kriegsende kam Spranger in kurze, amerikanische Gefangenschaft in Österreich. 1946 erlangte er die Hochschulreife. Seine Studienzeit begann 1946 am Pädagogischen Institut Schwäbisch Gmünd, 1947 bis 1952 folgte ein Studium der Geschichte, Philosophie, Englisch sowie Latein an der Universität Tübingen mit Ergänzungsprüfung in Griechisch. Dort promovierte Spranger mit der Arbeit Untersuchungen zu den Namen der römischen Provinzen zum Dr. phil. Es folgte in den Jahren 1953 und 1954 eine Tätigkeit als Deutschlehrer in Schottland. Dank seiner für exzellent befundenen wissenschaftlichen Leistungen konnte er mit einem Stipendium Reisen in Italien und Spanien unternehmen. Dort wurde er an den Archäologischen Instituten in Rom und Madrid mit archäologischen Forschungen betraut.
Nach dem unerwarteten Tod des Vaters musste Spranger nach Deutschland zurückkehren. Anstatt der geplanten wissenschaftlichen Laufbahn wurde er Lehrer, so an Gymnasien in Stuttgart, Schorndorf und Schwäbisch Gmünd. 1966 wurde er zum Leiter der Außenstelle des Parler-Gymnasiums in der örtlichen Stauferschule ernannt. Als 1971 das neue Scheffold-Gymnasium in der Stadt eröffnet wurde, übernahm er dort den Schulleiterposten, den er bis zu seiner Pensionierung im Jahr 1990 innehatte. Daneben war Spranger von 1985 bis 1990 auch Koordinator für Landeskunde und Landesgeschichte im Ostalbkreis. Des Weiteren war er im Gmünder Geschichtsverein aktiv sowie im Gmünder Münsterbauverein.
Ab 1972 beschäftigten sich Sprangers Publikationen vor allem mit der Geschichte der Stadt Schwäbisch Gmünd. Sein Buch Schwäbisch Gmünd bis zum Untergang der Staufer (1972) war die erste wirklich wissenschaftliche Monographie zur Stadtgeschichte, die aus dem Gmünder Geschichtsverein hervorgegangen ist. In seinem Buch über den Geiger von Gmünd gelang es Spranger, die Geschichte dieses Stoffs aufzuklären (er schrieb daher auch den Artikel Kümmernis für die Enzyklopädie des Märchens). Eleganz der Darstellung und wissenschaftliche Akribie zeichneten auch seine kleineren Publikationen aus, die er vor allem im Einhorn-Jahrbuch und in den Gmünder Studien vorlegte. An über 50 Werken war er zumindest beteiligt. Zu nennen sind auch eine Reihe handlicher Kirchenführer, insbesondere von St. Coloman in Wetzgau, der Wallfahrtskirche St. Salvator in Schwäbisch Gmünd, des Heilig-Kreuz-Münsters, und der St. Johanniskirche in Schwäbisch Gmünd.
Verheiratet war Spranger seit 1961 mit Irmgard Weitmann, mit der er zwei Kinder hatte. Er ist auf dem Leonhardsfriedhof in Schwäbisch Gmünd im Grabfeld N in einem Familiengrab bestattet.

## Ehrungen
- 1982 Schubart-Literaturpreis
- 1990 Bundesverdienstkreuz am Bande
- 2001 Sonderpreis für sein Lebenswerk

## Veröffentlichungen (Auswahl)
- Untersuchungen zu den Namen der römischen Provinzen. Philosophische Fakultät der Universität Tübingen, Tübingen 1955 (Dissertation; UB Heidelberg).
- Historische Untersuchungen zu den Sklavenfiguren des Plautus und Terenz. Verlag der Akademie der Wissenschaften und der Literatur, Mainz/Wiesbaden 1961 (= Abhandlungen der geistes- und sozialwissenschaftlichen Klasse der Akademie der Wissenschaften und der Literatur in Mainz. Jahrgang 1960, Nr. 8).(UB Heidelberg); 2. erweiterte Auflage Steiner Verlag, Wiesbaden, Stuttgart 1984.
- Schwäbisch Gmünd bis zum Untergang der Staufer. Gmünder Geschichtsverein, Schwäbisch Gmünd 1972 (UB Heidelberg).
- Der Geiger von Gmünd: Justinus Kerner und die Geschichte einer Legende. Gmünder Stadtarchiv, Schwäbisch Gmünd 1980 (Rezension von Klaus Graf); 2. Auflage ebenda 1991 (UB Heidelberg).
- (Herausgeber) Zeugen ihrer Zeit: schriftliche Quellen zur Geschichte von Schwäbisch Gmünd, Lorch, Heubach und Umgebung. Einhorn-Verlag, Schwäbisch Gmünd 1987.
- St. Coloman in Wetzgau. Das Bauwerk und seine Geschichte. Einhorn-Verlag, Schwäbisch Gmünd 1994 (UB Heidelberg).
- Heilig-Kreuz-Münster Schwäbisch Gmünd: Diözese Rottenburg-Stuttgart; Patrozinium: Kreuz Erhöhung, 14. September. Gmünder Münsterbauverein (Hrsg.), Einhorn-Verlag, Schwäbisch Gmünd 2000.

### Aufsätze
- Die Entstehung des Scheffold-Gymnasiums. In: Parler-Gymnasium Schwäbisch Gmünd. Bestandsaufnahme anläßlich der Renovierung des Gebäudes in der Haußmannstraße 34. Schwäbisch Gmünd 1979, S. 34–38, ISBN 3921703263 (Internet Archive).
- Die Zelle Gamundias. In: Geschichte der Stadt Schwäbisch Gmünd. Hrsg. vom Stadtarchiv Schwäbisch Gmünd. Konrad Theiss Verlag, Stuttgart 1984, S. 42–52 (UB Heidelberg).
- gemeinsam mit Klaus Graf: Schwäbisch Gmünd bis zum Untergang der Staufer. In: Geschichte der Stadt Schwäbisch Gmünd. Hrsg. vom Stadtarchiv Schwäbisch Gmünd. Konrad Theiss Verlag, Stuttgart 1984, S. 53–86 (UB Heidelberg).
- Balthasar Küchler. Maler, Geleitsreiter und Bürger von Schwäbisch Gmünd. In: Gmünder Studien 3 (1989), S. 7–36 (Internet Archive).
- Der Geiger von Gmünd. Die Entstehung der Legende. In: Parler-Blätter 16 (2001), S. 9–14 (Internet Archive).